# Sant Eloi al seu taller
Sant Eloi al seu taller, també coneguda com a Retrat d'un joier al seu taller, és una pintura a l'oli sobre taula de roure obra de Petrus Christus del moviment dels primitius flamencs del 1449, tal com figura a la inscripció feta per l'artista. L'obra es troba al Metropolitan Museum of Art de Nova York.
Encarregada pel gremi d'orfebres de Bruges, la pintura és un anunci virtual dels seus serveis. Cap al 1817 es va especular que la figura principal representava a Sant Eloi, patró dels orfebres, i fins i tot se li va pintar un halo de santedat, però a finals del segle XX es va identificar la figura amb una representació realista o un retrat d'un orfebre real de Bruges del segle xv, probablement Willem van Vlueten, qui havia comprat la ciutadania de Bruges el 1433 i que havia arribat a ser un important joier a la cort del duc Felip el Bo.

## Dades de context

### L'autor
Petrus Christus (Baarle-Hertog, circa. 1410/1415 - Bruges, 1472/1473) fou un pintor de l'escola dels primitius flamencs actiu a Bruges des de 1444. Els temes de la seva obra se situen dins de les obres religioses i profanes. Tot i ser considerat un seguidor de l'estil de Jan van Eyck, no va coincidir amb ell a Bruges, on va arribar després de 1441, data de la mort del mestre.
Christus es va decantar per mantenir l'espai i el volum eyckians, mentre restava importància a la continuïtat rítmica i la precisió lineal, reduint les complexitats del model Van Eyck a superfícies planes i simples. Va transformar el llenguatge dels mestres a un nivell més planer i casolà, sense actituds heroiques i assequible per aquells que, com ell, provenien del nord menys desenvolupat. Va deixar d'aplicar la complexa simbologia religiosa amagada en els detalls de les obres dels seus predecessors, un signe de clara modernitat.
Va fer una aportació molt important amb la correcta utilització de la perspectiva lineal, amb un únic punt de fuga central, aconseguint la representació d'un espai pictòric lògic. Va ser el primer dels primitius flamencs a utilitzar aquest tipus de perspectiva.

### Relació de l'obra amb la seva època històrica
L'obra va ser pintada a Flandes durant el segle xv. En aquesta època existeix una societat avançada, amb una economia basada en els productes tèxtils de luxe i en el comerç, afavorit per l'excel·lent situació estratègica de la regió: per allà hi passaven les grans rutes comercials terrestres que anaven des d'Itàlia i França cap a l'Atlàntic nord —Anglaterra i països nòrdics— i les rutes marítimes que anaven del mar del Nord al Cantàbric. A la burgesia flamenca li agradava el luxe i l'art, d'acord amb el desenvolupament dels seus interessos econòmics i intel·lectuals. Aquestes obres anaven destinades al propi gaudi, és a dir, era per tenir-les i lluir-les a casa o bé a les seves capelles privades, en el que s'anomena la «pintura de devoció». Per aquest motiu es considerava que la pintura era una tècnica ideal, manejable, barata i adequada per a reflectir els gustos burgesos.

### L'estil
L'obra està realitzada dins l'estil dels primitius flamencs. L'escola flamenca de pintura va ser una de les més importants del món, des dels seus inicis al segle XV fins al segle xviii. Per distingir aquest període primerenc del segle XV es fa servir la denominació d'«Escola dels Primitius Flamencs». Aquesta escola acostumava a pintar quadres de temàtica religiosa, que tractaven com a escenes costumistes, encara que també van desenvolupar el retrat i el paisatge. Utilitzaven la tècnica a l'oli i el seu estil es caracteritzava per la minuciositat, el detall en la reproducció d'objectes, el naturalisme i l'amor al paisatge. Entre els artistes més importants d'aquesta escola destaquen Robert Campin, Jan van Eyck, Roger van der Weyden —deixeble de Campin— i Petrus Christus—autor d'aquesta obra. A Catalunya cal citar la influència d'aquest estil en Lluís Dalmau, autor de la Mare de Déu dels Consellers després d'haver treballat al taller de Jan van Eyck.
L'obra Sant Eloi al seu taller és una pintura a l'oli. Vasari va atribuir el descobriment d'aquesta tècnica a Jan van Eyck, tot i que posteriorment va quedar demostrat que no va ser així, ja que l'ús de l'oli com a vehicle dels pigments ja s'utilitzava en obres pictòriques del segle xiii. El que sí que és destacable és el fet que Van Eyck transformés aquesta tècnica en un procediment d'una gran perfecció, emprant l'oli de llinosa amb altres dissolvents i vernissos que, aplicat en veladures, aconseguia l'assecament de les capes i facilitava les correccions.

## Descripció de l'obra
L'obra mostra el taller-botiga d'un orfebre equipada amb joies i objectes finament treballats que s'exposen als prestatges de la dreta. Al centre, assegut davant del taulell de treball, hi ha la figura principal de l'orfebre pesant un anell de noces amb una balança. Va vestit amb una elegant túnica de color vermell i una mena de casquet del mateix color al cap. Drets darrere seu hi ha una parella jove i aristocràtica amb vestits sumptuosos que estan comprant l'anell de noces. Sobre el taulell, pintada en trompe-l'oeil, es troba una faixa utilitzada a les cerimònies d'esposalles, unes monedes i un mirall convex que reflecteix la plaça del mercat a l'exterior de la botiga. A la part frontal del taulell, l'artista va signar i datar l'obra amb el text "PETRº·XPI·ME·FECIT·Aº·1449".

## Anàlisi de l'obra

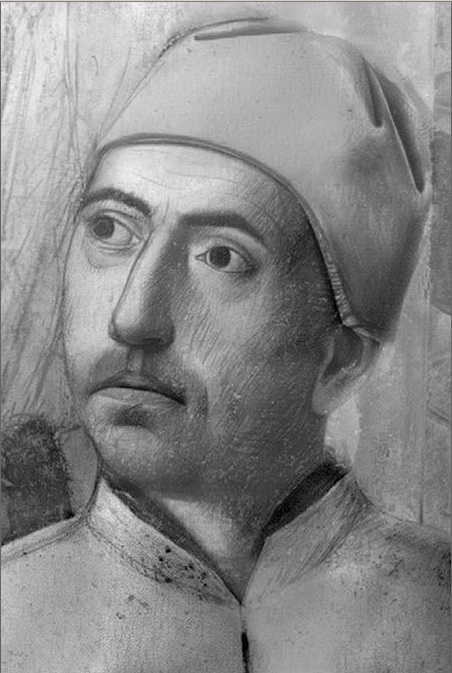
Dibuix subjacent que denota l'acurat treball de preparació fet per l'artista

La pintura és, de fet, un anunci per al gremi d'orfebres de Bruges i podria haver estat penjat a la casa gremial. La figura principal pot ser una representació de sant Eloi, patró dels orfebres, com es va afirmar a la documentació del segle xix, o més probablement pot ser el retrat d'un orfebre real de Bruges del segle xv.
L'historiador Hugo van der Velden, qui va analitzar l'obra el 1998, va desmitificar la creença que el personatge central era sant Eloi i va identificar-lo amb Willem van Vlueten, ciutadà de Bruges des del 1433 i un famós orfebre a la cort del duc Felip el Bo.
L'anàlisi tècnica del dibuix subjacent del rostre de l'orfebre revela un treball de molta precisió, més que els rostres de la parella nupcial, el que fa pensar que l'objectiu central era un retrat, suposadament, de Willem van Vlueten. La parella jove presenta uns trets massa generalistes com per a identificar a algun personatge en concret. Amb tot, l'any 1449, en què es va realitzar l'obra, el duc de Borgonya va encarregar a Van Vlueten un regal per Maria de Gelderland amb motiu del seu matrimoni amb Jaume II d'Escòcia. La parella del quadre podria representar o ser una al·legoria d'aquest matrimoni.
El que sembla clar és que l'obra representa un simbolisme sobre el matrimoni. L'anell, els gestos de la parella, i la faixa matrimonial que hi ha sobre el taulell, així ho indiquen.
El mirall convex d'inspiració eyckiana és similar al que apareix al matrimoni Arnolfini (1434), si bé en aquest cas és més un símbol de vanitat o de talismà protector. Un recurs que més tard va fer servir Quentin Massys a El canvista i la seva dona (1514). En reflectir la plaça del mercat a l'exterior de la botiga, esdevé un element il·lusionista que uneix l'espai pictòric amb el de l'espectador. Al mirall es mostren reflectits dos homes elegantment vestits, un d'ells sostenint un falcó, símbol de l'orgull i la cobdícia, establint una comparació moral entre el món imperfecte de l'espectador i el món de la virtut i l'equilibri que es mostra dins. La seva funció sembla estar relacionada amb la seguretat, ja que permet a l'orfebre tenir una visió ampla de la botiga mentre atenia als clients. S'ha cregut veure també reflectit en el mirall un autoretrat del pintor, en el personatge que sosté el falcó i que té colacat el cap en tres quarts, com normalment es dibuixava als retrats.
La diversitat d'objectes finament elaborats que es mostren a la prestatgeria de la dreta eren una mena d'anunci per al gremi dels orfebres. S'hi inclouen les matèries primeres de l'activitat: corall vermell, vidre, pòrfir, perletes i un collaret de denes; i productes acabats com fermalls, anells i un cinturó de sivella. El pot de vidre del prestatge inferior probablement servia per a contenir hòsties eucarístiques. La tapa que el tanca té una figura d'un pelicà relacionat iconogràficament amb el sacrifici de Jesús, ja que s'arranca la carn del seu pit per a donar menjar als seus fills.
Els atuells de peltre del prestatge superior són presentkannen, o gerros de regal, que els regidors de la ciutat oferien als hostes distingits. El conjunt dels objectes d'or i plata que es presenten tenien funcions religioses i seculars. És destacable el tractament dels detalls que aplica Christus, com la tènue brillantor de les peces de peltre on es reflecteix el perfil de les cases de l'exterior del taller, o les vetes de la fusta del taulell, o les petites joies -agulles, fermalls- que porta la parella client.
En aquell temps a causa del gran moviment de comerç, en la ciutat circulaven monedes d'or de diverses nacions, al taulell de la pintura s'aprecien els angels anglesos, els florins de Magúncia i l'escut del duc Felip el Bo.

### Halo i restauració de 1994

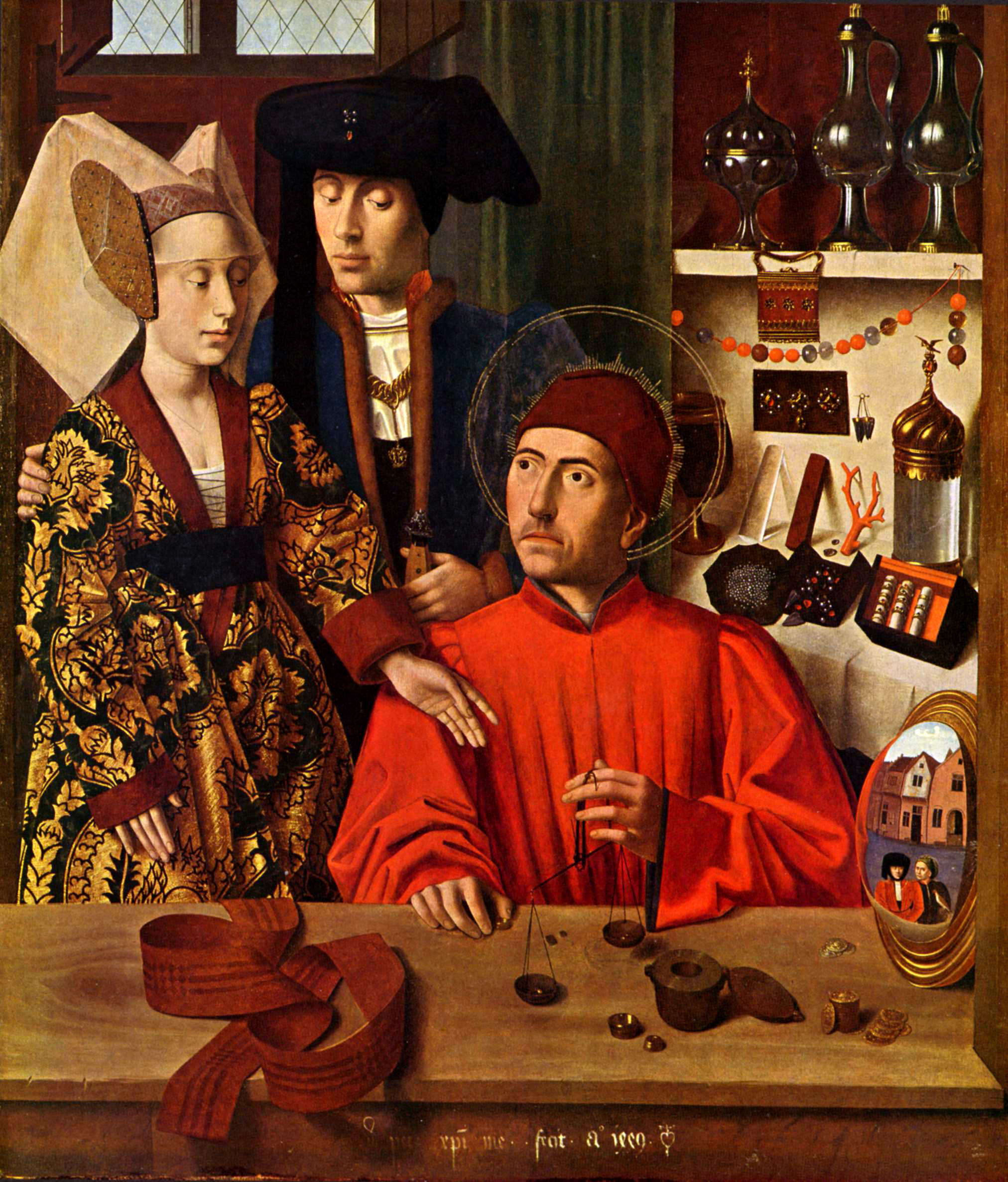
L'obra abans de la supressió de l'halo

Aquesta obra, així com el Retrat d'un Cartoixà, presentaven un halo de santedat damunt el cap del personatge quan varen ser adquirits pel Metropolitan Museum of Art. Tanmateix, aquests símbols són extremadament estranys a la pintura dels primitius flamencs i aquest afegit va ser molt de temps un objecte de controvèrsia des que el 1916 l'historiador Max Friedländer i el 1921 William Martin Conway, ho varen qüestionar.
Finalment el 1994, en la preparació per l'exposició del MET Petrus Christus: Mestre del Renaixement de Bruges, l'autenticitat de l'halo va ser públicament examinada per un grup d'especialistes holandesos concloent que es tractava d'un afegit, i recomanava que fos tret per fer més estèticament autèntica la pintura. Christus era un dels primers pintors flamencs a jugar realment amb la il·lusió d'espai i llum. L'addició de l'halo, forçava l'espectador a mirar el primer pla i per això emmarcava l'espai d'una manera inapropiada a l'estil de Christus.
Al Sant Eloi al seu taller, l'eliminació de l'halo va portar a un debat sobre la identitat del personatge central que històricament s'havia associat amb sant Eloi patró dels orfebres, i que va donar nom a l'obra fins al 1998.
Aquell any, Martha Wolff i Hugo van der Velden, cadascú de forma independent, varen confirmar que el tractament de la figura no s'ajustava a cap de les representacions del sant patró. Situaven aquesta denominació cap al 1817 en què la documentació de l'obra la presentava com "un orfebre o més aviat el patró dels orfebres, Sant Eloi". Possiblement va ser en aquest moment que es va afegir l'halo, i se li va posar un nou marc daurat. Van der Velden fins i tot va identificar el personatge central amb Willem van Vlueten, ciutadà de Bruges des del 1433 i un famós orfebre a la cort del duc Felip el Bo.